# 8 Mile (Soundtrack)
Zu dem US-amerikanischen Filmdrama 8 Mile wurden zwei unterschiedliche Soundtrack-Alben veröffentlicht. Im Oktober 2002 erschien Music from and Inspired by the Motion Picture 8 Mile und im Januar 2003 More Music from 8 Mile. Ersterer Soundtrack erlangte rezeptiv deutlich mehr Aufmerksamkeit, vor allem aufgrund der Single Lose Yourself des Hauptdarstellers des Films Eminem.

## Music from and Inspired by the Motion Picture 8 Mile

### Hintergrund
Music from and Inspired by the Motion Picture 8 Mile besteht aus zum Zeitpunkt der Veröffentlichung des Films 8 Mile neuen Liedern. Diese stammen von Eminem, Rappern, die auf dessen Musiklabel Shady Records unter Vertrag standen, kommerziell und im Underground erfolgreichen Rappern sowie von R&B-Sängerinnen.
Durch einige Auftritte auf dem Album und vor allem die Single Wanksta (Platz 13 in den Billboard Charts) erlangte 50 Cent erste Bekanntheit, bevor er im folgenden Jahr den Durchbruch mit Get Rich or Die Tryin’ schaffte.

### Covergestaltung
Das Albumcover zeigt eine nächtliche Aufnahme einer Straße in Detroit aus dem Film 8 Mile, auf der ein Mann, welcher dem Betrachter den Rücken zuwendet, mit geschultertem schwarzen Sack, entlanggeht. Im Vordergrund befindet sich ein Straßenschild mit der orange leuchtenden Aufschrift 8 Mile RD Mobile Court. Der Titel Music from and Inspired by the Motion Picture 8 Mile verläuft mittig quer über das Bild.

### Titelliste

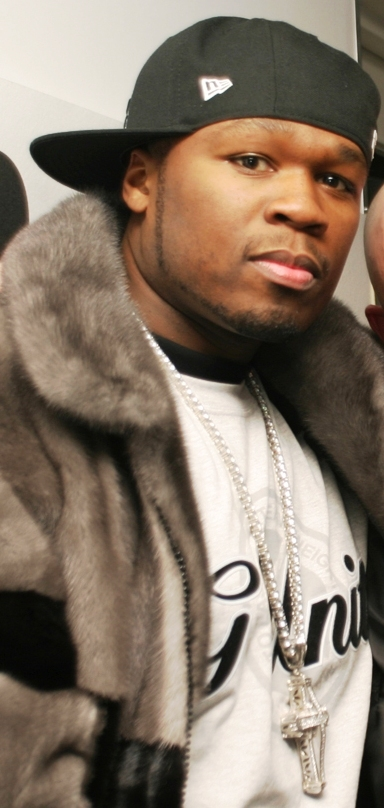
Wanksta war 50 Cents erste kommerziell erfolgreiche Single.

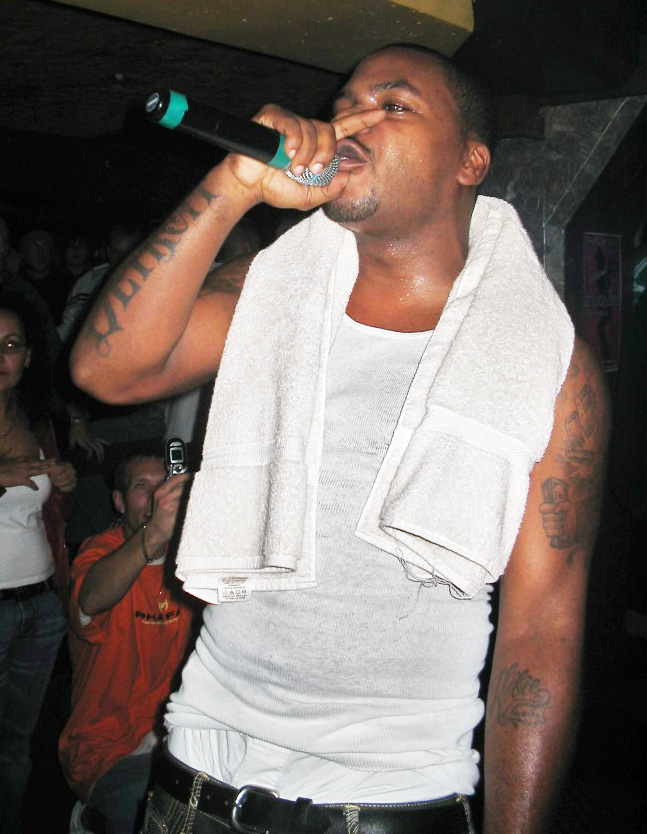
Obie Trice’s Rap Name benutzt dasselbe Intro wie Without Me von Eminem.

| #  | Titel                    | Künstler                    | Produzent                                            | Länge |
| -- | ------------------------ | --------------------------- | ---------------------------------------------------- | ----- |
| 1  | Lose Yourself            | Eminem                      | Eminem, Luis Resto, Jeff Bass (Koproduzent)          | 5:20  |
| 2  | Love Me                  | Eminem, Obie Trice, 50 Cent | Eminem, Luis Resto (Koproduzent)                     | 4:30  |
| 3  | 8 Mile                   | Eminem                      | Eminem, Luis Resto (Koproduzent)                     | 6:00  |
| 4  | Adrenaline Rush          | Obie Trice                  | Spyda                                                | 3:48  |
| 5  | Places to Go             | 50 Cent                     | Eminem                                               | 4:15  |
| 6  | Rap Game                 | D12, 50 Cent                | Denaun Porter, Eminem                                | 5:53  |
| 7  | 8 Miles and Runnin’      | Jay-Z, Freeway              | Eminem                                               | 4:08  |
| 8  | Spit Shine               | Xzibit                      | Denaun Porter                                        | 3:39  |
| 9  | Time of My Life          | Macy Gray                   | Dante Ross, John Gamble, Mike Elizondo (Koproduzent) | 4:21  |
| 10 | U Wanna Be Me            | Nas                         | Chucky Thompson, Nas                                 | 3:50  |
| 11 | Wanksta                  | 50 Cent                     | John „J-Praize“ Freeman, Sha Money XL                | 3:39  |
| 12 | Wasting My Time          | Taryn Manning               | Kellin Manning, Martin Pradler                       | 3:37  |
| 13 | R.A.K.I.M.               | Rakim                       | Denaun Porter                                        | 4:23  |
| 14 | That’s My Nigga Fo’ Real | Young Zee                   | Dante Ross, John Gamble                              | 4:45  |
| 15 | Battle                   | Gang Starr                  | DJ Premier, Guru (Koproduzent)                       | 2:56  |
| 16 | Rabbit Run               | Eminem                      | Eminem, Luis Resto (Koproduzent)                     | 3:10  |

### Deluxe-Edition
Parallel zur normalen Version des Albums wurde eine Deluxe Edition (auch Limited Edition) von Music from and Inspired by the Motion Picture 8 Mile veröffentlicht, die auf einer separaten CD, The Shady/Aftermath Sampler genannt, sechs weitere Lieder enthält. Der Song Rap Name war die erste Single des damals noch eher unbekannten Rappers Obie Trice, der, ähnlich wie 50 Cent, erst ein Jahr später mit seinem Debütalbum Cheers für Aufmerksamkeit sorgte.
| # | Titel                      | Künstler           | Produzent      | Länge |
| - | -------------------------- | ------------------ | -------------- | ----- |
| 1 | Rap Name                   | Obie Trice, Eminem | Eminem         | 5:01  |
| 2 | Stimulate                  | Eminem             | Eminem         | 5:03  |
| 3 | ’Till I Collapse Freestyle | 50 Cent            | Eminem         | 1:26  |
| 4 | Gangsta                    | Joe Beast          | Mel-Man        | 3:35  |
| 5 | The Weekend                | Brooklyn           | DJ Premier     | 3:05  |
| 6 | California                 | Shaunta            | Mahogany Music | 3:26  |

### Rezensionen
Der Soundtrack wurde von Kritikern überwiegend positiv bewertet. Die Seite Metacritic errechnete aus 13 Kritiken englischsprachiger Medien einen Schnitt von 74 %.
Der All Music Guide warnte davor, den Sampler als „Eminem-Album“ zu betrachten, hob aber die fünf Songs, an denen Eminem beteiligt ist, hervor. Diese würden raptechnisch und musikalisch einen Fortschritt von The Eminem Show zeigen. Insgesamt bescheinigte er den meisten Stücken auf Music from and Inspired by the Motion Picture 8 Mile eine sehr hohe Qualität und bewertete das Album mit vier von fünf Punkten.
Der Kritiker des E-Zines laut.de zeigte sich verwundert, dass „die Songs von den Rap-Schwergewichten Jay-Z und Nas kurioserweise nicht mit den Eminem-Stücken konkurrieren können.“ Von den Instrumentals der Stücke fühlte er sich an The Eminem Show erinnert und gab dem Album drei von fünf Punkten.
RapReviews.com kritisiert die mangelnde Abwechslung auf dem Album. Diese betreffe in erster Linie die musikalische Richtung des Albums, vor allem wegen der meist mäßigen Produktionen Eminems. Die Website bewertet das Werk mit 7,5 von zehn Punkten.

„Overall this is one of the better rap related soundtracks to be released in a long time, although it drags a bit by the over-reliance on Shady Records stars […] and on Eminem’s beats in particular.“

### Kommerzieller Erfolg
Music from and Inspired by the Motion Picture 8 Mile konnte in mehreren Ländern die Spitze der Charts erreichen, darunter in Deutschland, Australien, Neuseeland, Kanada und den USA. In die Albumcharts Deutschlands stieg 8 Mile in der 46. Kalenderwoche des Jahres 2002 auf Platz 47 ein und belegte in den folgenden Wochen die Plätze 48; 27 und 24. Erst in der 5. Kalenderwoche 2003 erreichte Music from and Inspired by the Motion Picture 8 Mile die Spitze der Charts und hielt sich dort für drei Wochen. Insgesamt blieb das Album 32 Wochen in den deutschen Top 100, davon sechs Wochen in den Top 10. In den Charts des Jahrzehnts (2000–2009) belegte der 8-Mile-Soundtrack in Deutschland Position 145.
| ChartsChartplatzierungen       | Höchstplatzierung | Wochen |
| ------------------------------ | ----------------- | ------ |
| Deutschland (GfK)              | 1 (32 Wo.)        | 32     |
| Österreich (Ö3)                | 2 (29 Wo.)        | 29     |
| Schweiz (IFPI)                 | 3 (39 Wo.)        | 39     |
| Vereinigtes Königreich (OCC)   | 1¹ (49 Wo.)       | 49     |
| Vereinigte Staaten (Billboard) | 1 (32 Wo.)        | 32     |

| ChartsJahrescharts (2002)      | Platzierung |
| ------------------------------ | ----------- |
| Vereinigtes Königreich (OCC)   | 13¹         |
| Vereinigte Staaten (Billboard) | 33          |

| ChartsJahrescharts (2003)      | Platzierung |
| ------------------------------ | ----------- |
| Deutschland (GfK)              | 22          |
| Österreich (Ö3)                | 27          |
| Schweiz (IFPI)                 | 43          |
| Vereinigtes Königreich (OCC)   | 9 a         |
| Vereinigte Staaten (Billboard) | 7           |

Mit 702.000 verkauften Exemplaren in der ersten Woche war das Album besonders in den Vereinigten Staaten erfolgreich. Mittlerweile verkaufte es sich weltweit mehr als elf Millionen Mal und wurde in den USA für über sechs Millionen Verkäufe mit 6× Platin ausgezeichnet. In Deutschland erhielt es 2023 für mehr als 300.000 verkaufte Einheiten eine Platin-Schallplatte.
Auszeichnungen für Musikverkäufe

| Land/Region                  | Auszeichnungen für Musikverkäufe (Land/Region, Auszeichnung, Verkäufe) | Verkäufe  |
| ---------------------------- | ---------------------------------------------------------------------- | --------- |
| Australien (ARIA)            | 4× Platin                                                              | 280.000   |
| Belgien (BRMA)               | Gold                                                                   | (15.000)  |
| Dänemark (IFPI)              | Platin                                                                 | (40.000)  |
| Deutschland (BVMI)           | Platin                                                                 | (300.000) |
| Europa (IFPI)                | 2× Platin                                                              | 2.000.000 |
| Finnland (IFPI)              | Gold                                                                   | (21.281)  |
| Frankreich (SNEP)            | Gold                                                                   | (100.000) |
| Griechenland (IFPI)          | Platin                                                                 | (20.000)  |
| Japan (RIAJ)                 | 3× Platin                                                              | 750.000   |
| Kanada (MC)                  | 5× Platin                                                              | 500.000   |
| Neuseeland (RMNZ)            | 4× Platin                                                              | 60.000    |
| Norwegen (IFPI)              | —                                                                      | (36.000)  |
| Portugal (AFP)               | Gold                                                                   | (20.000)  |
| Schweden (IFPI)              | Gold                                                                   | (20.000)  |
| Schweiz (IFPI)               | Platin                                                                 | (40.000)  |
| Spanien (Promusicae)         | Platin                                                                 | (100.000) |
| Ungarn (MAHASZ)              | Gold                                                                   | (3.000)   |
| Vereinigte Staaten (RIAA)    | 6× Platin                                                              | 6.000.000 |
| Vereinigtes Königreich (BPI) | 2× Platin                                                              | (600.000) |
| Insgesamt                    | 6× Gold · 31× Platin ·                                                 | 9.590.000 |

Hauptartikel: Eminem/Auszeichnungen für Musikverkäufe

### Singles
Als Singles wurden die Lieder Lose Yourself, Rap Name und Wanksta ausgekoppelt. Lose Yourself war am erfolgreichsten und erreichte in vielen Ländern die Spitzenposition der Charts, darunter Österreich, die Schweiz, die USA und Großbritannien. In Deutschland stieg die Single in der 51. Kalenderwoche des Jahres 2002 auf Platz 2 ein und blieb sieben Wochen lang auf diesem. Insgesamt hielt sich Lose Yourself 34 Wochen in den Top 100 (davon zwölf Wochen in den Top 10) und erhielt für über 1,8 Millionen Verkäufe im Jahr 2024 eine dreifache Platin-Schallplatte. Wanksta erreichte Platz 13 der US-Charts und hielt sich 20 Wochen in den Top 100.

### Zensur
Neben der expliziten Version des Soundtracks wurde auch eine Clean-Version gepresst, bei der die anstößigen Wörter (z. B. „fuck“, „faggot“) herausgeschnitten wurden.
Dennoch ist aufgrund damals aktueller Ereignisse (Eminems Konflikt mit Lynne Cheney, der Frau des damaligen US-Vizepräsidenten Dick Cheney) auch bei der normalen Version eine Zeile [zensiert] worden:
- „I pipe down, when the [White House] gets wiped out, when I see that little [Cheney] dyke get sniped out“ (Rap Game)[22]

## More Music from 8 Mile

### Hintergrund
Auf dem Album More Music from 8 Mile befinden sich Lieder, die in dem Film 8 Mile zu hören sind. Da der Film im Jahr 1995 spielt, stammen die Lieder aus den Jahren zwischen 1993 und 1995 und überwiegend von New Yorker Rappern. Die meisten der Stücke sind dem damals die Ostküste der USA dominierenden Hardcore-Rap zuordenbar und werden heute als Klassiker der Hip-Hop-Musik angesehen. Einen Großteil des Albums (Titel 7 bis 10) bilden Stücke von Mitgliedern des Wu-Tang Clan.
Eine zentrale Stellung als „inoffizielle Filmhymne“ nimmt der Titel Shook Ones, Part II von Mobb Deep ein: Er ist am Anfang des Films vor Rabbits erstem Battle und während seines letzten Battles zu hören, zwei Schlüsselszenen des Films.

### Covergestaltung
Das Albumcover stimmt mit dem der DVD zum Film 8 Mile überein. Es zeigt Eminem, dem Betrachter zugewandt, beim Schreiben eines Textes auf seine Hand. Er trägt eine Jacke und eine schwarze Mütze.

### Titelliste
| #  | Titel                                               | Künstler                  | Produzent                       | Erstveröffentlichung                                | Länge |
| -- | --------------------------------------------------- | ------------------------- | ------------------------------- | --------------------------------------------------- | ----- |
| 1  | Shook Ones, Part II                                 | Mobb Deep                 | Mobb Deep                       | The Infamous (1995)                                 | 5:24  |
| 2  | Juicy                                               | The Notorious B.I.G.      | Poke, Sean Combs                | Ready to Die (1994)                                 | 5:02  |
| 3  | Gotta Get Mine                                      | MC Breed, 2Pac            | Colin Wolfe, MC Breed, Warren G | The New Breed (1993)                                | 4:14  |
| 4  | Feel Me Flow                                        | Naughty by Nature         | Naughty by Nature               | Poverty’s Paradise (1995)                           | 3:33  |
| 5  | Player’s Ball                                       | OutKast                   | Organized Noize                 | Southernplayalisticadillacmuzik (1994)              | 4:22  |
| 6  | Get Money                                           | Junior M.A.F.I.A.         | Ez Elpee                        | Conspiracy (1995)                                   | 4:35  |
| 7  | I’ll Be There for You / You’re All I Need to Get By | Method Man, Mary J. Blige | RZA                             | Tical (1994)                                        | 5:07  |
| 8  | Shimmy Shimmy Ya                                    | Ol’ Dirty Bastard         | RZA                             | Return to the 36 Chambers: The Dirty Version (1995) | 2:29  |
| 9  | Bring da Pain                                       | Method Man                | RZA                             | Tical (1994)                                        | 3:09  |
| 10 | C.R.E.A.M.                                          | Wu-Tang Clan              | RZA                             | Enter the Wu-Tang (36 Chambers) (1993)              | 4:13  |
| 11 | Runnin’                                             | The Pharcyde              | Jay Dee                         | Labcabincalifornia (1995)                           | 4:20  |
| 12 | Survival of the Fittest                             | Mobb Deep                 | Mobb Deep                       | The Infamous (1995)                                 | 3:43  |

### Rezensionen
More Music from 8 Mile wurde sehr positiv aufgenommen, erlangte aber (auch kommerziell) nicht die gleiche Aufmerksamkeit wie Music from and Inspired by the Motion Picture 8 Mile. Für den Kritiker des All Music Guide ist es kaum vorstellbar, „das absolut Beste des Hardcore Hip-Hop“ dieser Zeit besser zusammenzustellen, weshalb er 4,5 von fünf Punkten vergibt.
laut.de betrachtet das Album als lehrreich für „Eminem-Teenager“, um etwas über die Geschichte des Hip-Hop außerhalb des Mainstream lernen zu können und bewertet es mit vier von fünf Punkten.
Der New Musical Express beschreibt More Music from 8 Mile als „unvergleichlichen Einstieg in die Mitneunziger-Szene mit dem Fokus auf dem alles erobernden Gangsta-Rap“ und vergibt neun von zehn Punkten.

„It’s a surplus of riches, delivering far more than you’ve any right to expect of a second soundtrack album but it’s also a a cool education in the mid-nineties hip hop scene and an intriguing examination of the roots of Eminem.“

### Chartplatzierungen
| ChartsChartplatzierungen | Höchstplatzierung | Wochen |
| ------------------------ | ----------------- | ------ |
| Deutschland (GfK)        | 15 (8 Wo.)        | 8      |
| Österreich (Ö3)          | 12 (10 Wo.)       | 10     |
| Schweiz (IFPI)           | 18 (12 Wo.)       | 12     |

## Weitere Titel aus dem Film
Auf dem Album More Music from 8 Mile ist nur ein Teil der Lieder, die in 8 Mile zu hören sind, enthalten. Weitere Lieder sind:
- Unbelievable von The Notorious B.I.G.
- Time’s Up von O.C.
- Sweet Home Alabama von Lynyrd Skynyrd
- Insane in the Brain von Cypress Hill
- This Is How We Do It von Montell Jordan
- Gang Stories von South Central Cartel
- Flight of the Bumblebee von Nikolai Andrejewitsch Rimski-Korsakow
- I Love You von Bernard Sumner
- Who Shot Ya von The Notorious B.I.G.
- Temptations von 2Pac
- Next Level (Nyte Time Mix) von Showbiz and A.G.
- Player’s Anthem von Junior M.A.F.I.A.
- Last Dayz von Onyx